# 144 a.C.
Il 144 a.C. (CXLIV a.C. in numeri romani) è un anno  del II secolo a.C.

## Eventi
- Servio Sulpicio Galba, Lucio Aurelio Cotta diventano consoli della Repubblica romana.
- Costruzione dell'acquedotto dell'Aqua Marcia a Roma

## Nati
- Tolomeo Menfite, principe egizio († 130 a.C.)